# Agapia
Agapia település Romániában, Moldvánan, Neamț megyében.

## Fekvése
A DN 15 C út közelében, a Varatec-i elágazás után nyugat felé menő úton található település.

## Története
A település lakóházai a népi építészet remekei.
Agapia kolostor a település fő nevezetessége, melyet még Gavril Hetman, Vasile Lupu fejedelem öccse alapított. 1645-ben épült fel temploma, melyet az idők során többször is tűzvész pusztított, de mindig újjáépítették.
Falfestményeit Nicolae Grigorescu 1838-1907 festette, és a környék népének arcvonásait örökítette meg képein.
A kolostorhoz tartozó múzeum gyűjteményében értékes kegytárgyakat őriznek, de a gyűjteményben található Nicolae Grigorescu több alkotása is.
A településen sokat tartózkodott  egykor Alexandru Vlahuța (1858-1919) író és költő, kinek húga a kolostor szőnyegszövő műhelyének vezetője volt.
A 2007 évi népszámláláskor 4479 lakosa volt.

## Nevezetességek
- Agapia kolostor
- Múzeum
- Vlahuta Emlékmúzeum